# Jeu de cartes
Jeu de cartes è un balletto neoclassico, suddiviso in tre mani, del 1936, con musica di Igor' Fëdorovič Stravinskij, libretto del compositore e coreografia di George Balanchine. L'opera fu composta durante il periodo neoclassico del musicista che aveva preso avvio con uno dei suoi precedenti balletti, Pulcinella, del 1920.

## Storia
L'opera fu commissionata a Stravinskij nel 1935 dal coreografo e impresario Lincoln Kirstein  per l'American Ballet che  egli aveva da poco fondato insieme a George Balanchine. Il musicista fu lasciato libero di scegliere il soggetto ed egli decise di realizzare un'opera sul tema del gioco. Stravinskij era sempre stato attirato dal gioco d'azzardo fin dalla sua infanzia ed egli ricorda la vivida impressione lasciatagli da una vacanza presso una località termale tedesca, dal suo casinò e dai giocatori. Da tempo il compositore pensava infatti di scrivere un balletto sul gioco di combinazioni numeriche e la sua predilezione per il gioco di carte fece cadere la scelta sul poker; secondo queste premesse l'azione sulla scena avrebbe dovuto essere strettamente legata alla musica e uno dei protagonisti essere la rappresentazione del male, sconfitto alla fine dalle forze del bene. L'opera prese avvio nel 1936 a Parigi e fu terminata il 6 dicembre di quell'anno; fu quindi inviata a Balanchine a New York perché ne creasse la coreografia. L'argomento venne ideato dallo stesso musicista e steso con l'aiuto di un amico di famiglia, Malaieff. 
La prima rappresentazione avvenne a New York al Metropolitan Opera House il 27 aprile 1937 con la direzione dell'autore, costumi di Irene Sharaff e con William Dollar nel ruolo principale. La versione orchestrale fu eseguita per la prima volta alla Biennale di Venezia il 12 dicembre 1937 sempre con la direzione dell'autore.

## Trama e significato
Come precisato dal compositore in partitura, i personaggi del balletto sono quindici carte da gioco che si sfidano in una partita a poker in tre mani. Il personaggio principale è rappresentato dall'ingannevole Jolly Joker che ritiene se stesso imbattibile grazie alla sua diabolica abilità nello sconfiggere qualsiasi carta mutando a suo piacimento l'andamento del gioco. La partita è per due mani condotta dal Jolly che sconfigge le regine e le deride. Nella terza mano, però, una scala reale di cuori, a simboleggiare il bene, batte il malefico Jolly che scompare. La morale finale è ben rappresentata nei versi di Jean de La Fontaine che il musicista indica in partitura:
Nous pouvons conclure là/ qu'il faut faire aux méchants guerre continuelle,/ la Paix est fort bonne de soi,/ j'en conviens; mais de quoi sert-elle/ avec des ennemis sans foi?
Con questa eterna contrapposizione tra bene e male Jeu de cartes si pone in perfetta posizione antitetica rispetto ad un altro balletto precedentemente composto da Stravinskij: Histoire du Soldat del 1918. Infatti mentre nell'opera precedente è l'uomo a soccombere di fronte alle forze del male, in Jeu de Cartes sono le forze demoniache, rappresentate dalla mutevole e fuorviante figura del Joker, ad essere sconfitte.

## Movimenti
Il balletto è suddiviso in tre parti, ciascuna delle quali rappresenta una mano della partita di carte:
- Prima mano 
  - 1.Introduzione - Alla breve
  - 2.Pas d'action - Meno mosso
  - 3.Danza del Jolly - Moderato assai
  - 4.Valzer, Coda - Stringendo. Tranquillo
- Seconda mano
  - 5.Introduzione - Alla breve
  - 6.Marcia - Cuori e Picche
  - 7.Quattro variazioni solistiche per le Regine di Cuori, Quadri, Fiori e Picche . Allegretto
  - 8.Quinta variazione - Sostenuto e pesante
  - 9.Coda - Più mosso
  - 10.Marcia e Ensemble - Con moto
- Terza mano
  - 11.Introduzione - Alla breve
  - 12.Valzer, Minuetto
  - 13.Battaglia tra Picche e Cuori - Presto
  - 14.Danza finale - Leggero grazioso
  - 15.Trionfo dei Cuori - Tempo del principio

## Musica
Al di là di ogni significato moralistico, Jeu de cartes è un puro divertissement musicale. La partitura ha una tessitura raffinata, sorprendente per virtuosismi e fantasia. Il "gioco" porta Stravinskij ad usare in questo lavoro materiale musicale del passato, revisionandolo e deformandolo; troviamo così citazioni da Čajkovskij, da Johann Strauss, da danze della Belle époque fino alla più nota, anche se trasfigurata, il tema dell'allegro dalla sinfonia de Il barbiere di Siviglia rossiniano. Stravinskij ha spiegato tutti questi "prestiti" musicali con l'intenzione di creare un clima analogo a quello suggerito dalle musiche suonate nei luoghi di villeggiatura in Germania; egli considerò infatti Jeu de cartes come la più "tedesca" delle sue opere. La musica è vivace e fluisce senza interruzioni, sempre dominata dal ritmo, elemento distintivo di Stravinskij, e che qui lo accomuna al compositore italiano che riteneva il ritmo l'elemento principale della musica.

## Organico orchestrale
Due flauti, due oboi, due clarinetti, due fagotti, quattro corni, due trombe, tre tromboni, basso tuba, timpani, percussioni, archi.

## Altre realizzazioni coreografiche
Janine Charrat, Théâtre des Champs-Élysées, Parigi, 1945, protagonista Jean Babilée
 Luciana Novaro, Teatro alla Scala, Milano, 1959, costumi e scene di Dino Buzzati.
John Cranko, Württemberg Stadttheater, 22 gennaio 1965, riproposto dal Royal Ballet nel 1966